# Zamek Schlettau
Zamek Schlettau (niem. Schloss Schlettau) – zamek zlokalizowany w Niemczech, w mieście Schlettau (Saksonia), w Rudawach.

## Historia
Zamek w tym miejscu mógł istnieć około roku 1000, kiedy to wzniesiono fort w trójkącie rzecznym między Zschopau i Roter Pfütze, chroniący solny szlak handlowy z Halle i Zwickau przez Schlettau przez przełęcz Preßnitz do Czech. W XIII wieku powstało władztwo i miasto Schlettau, a na miejscu fortu wybudowano wieżę mieszkalną. W XIV wieku król czeski Karol IV zajął te tereny i Schlettau należało do Czech przez ponad 100 lat. W tym okresie Schönburgerowie rozpoczęli budowę arystokratycznej siedziby.
W 1413 opactwo cystersów Grünhain wykupiło te dobra i posiadało je z przerwami, aż do kasaty, po reformacji, w 1536. Około 1500 ukończono rozbudowę zamku. Od XVI do XVIII wieku zamek służył jako ośrodek polowań królewskich w Górnych Rudawach oraz siedziba królewskich agend gospodarki leśnej i łowieckiej. W tym czasie wzniesiono dwór i tzw. dom Reutera w stylu renesansowym i barokowym. Budynki i ich otoczenie były w XIX wieku użytkowane na potrzeby przemysłu (do 1923). Działała tu przędzalnia, a od 1885 fabryka maszyn rolniczych. W latach 1885–1909 właściciel tej fabryki (Naumann) odrestaurował obiekty. Od 1930 zabudowania zamkowe należą do miasta Schlettau, które do 1964 zaadaptowało zamek na muzeum, a dwór na budynek mieszkalny.

## Architektura
Najcenniejszym wnętrzem zamku jest sala rycerska z cennym drewnianym stropem belkowym. W początku XX wieku sala została wyposażona w rzeźbione panele ścienne i okładziny kominkowe. Drzwi do wieży i altany ozdobiono wówczas bordiurami. W sali aranżowane są wydarzenia kulturalne.
Inne cenne pomieszczenia, to:
- Pokój Naumanna, pamięci ostatniego prywatnego właściciela i konserwatora założenia, kapitana Carla Friedricha Naumanna. Zgromadzono tu fotografie, pamiątki po fabryce maszyn rolniczych, w tym po wizycie ostatniego króla Saksonii, Fryderyka Augusta III Wettyna, w 1907. Umieszczono tu makietę zamku, fabryki i innych obiektów należących do terenu zamkowego z 1930,
- piwnice zamkowe,
- Duża Krypta, pomieszczenie na parterze dworu, sklepione łukami, za czasów Schönburgera stanowiące prawdopodobnie przejście na dziedziniec zamkowy. Wiszą tutaj szkice etapów budowy obiektu od XIII do XIX wieku,
- Sala Historyczna, podzielona belkami stropowymi, z dioramą, która ukazuje teren zamkowy około 1300,
- Sala Meblowa przedstawia warunki życia mieszczańskiego w połowie XIX wieku. Zgromadzono tu meble w stylu biedermeierowskim, meble gabinetowe z epoki baroku i klasycyzmu oraz neorokoka,
- cela mnicha augustiańskiego. Ukazano tutaj za pomocą manekinów początek romansu proboszcza Hermanna des Klösterleins ze szlachetną uczennicą Margarethe von Boskowicz, który miał mieć miejsce w 1327,
- pokój w wieży, ze sklepieniem krzyżowym w dolnej kondygnacji wieży obronnej, która powstała prawdopodobnie w XIV wieku wraz z murem kurtynowym wokół dziedzińca zamkowego. Uważa się, że mieścił się tu również niewielki klasztor św. Piotra, założony przez Günthera von Crimmitschau w XIII wieku. Są to najstarsze zachowane mury zamku,
- loch wzorowany jest na średniowiecznym więzieniu, w którym przetrzymywano najemników Nikela Dachsa von Hammersteina, który zaatakował swego mistrza Nikolausa von Lobkowitza, który zalegał mu z żołdem,
- wystawa łowiecka,
- sala ekspozycji sztuk pięknych, w której eksponuje się najczęściej dzieła lokalnych artystów z Rudaw[2].

## Galeria

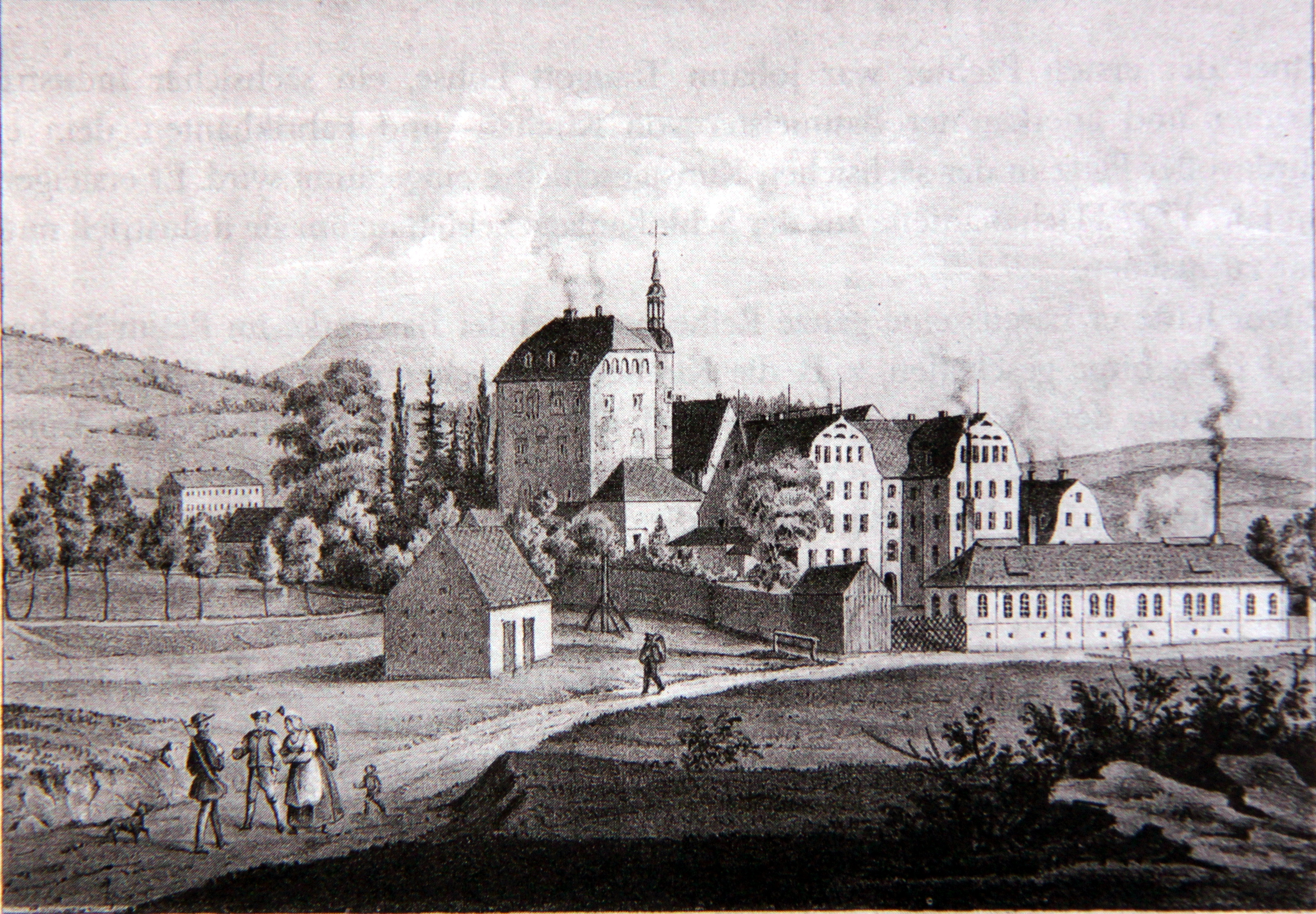
Zamek w 1825
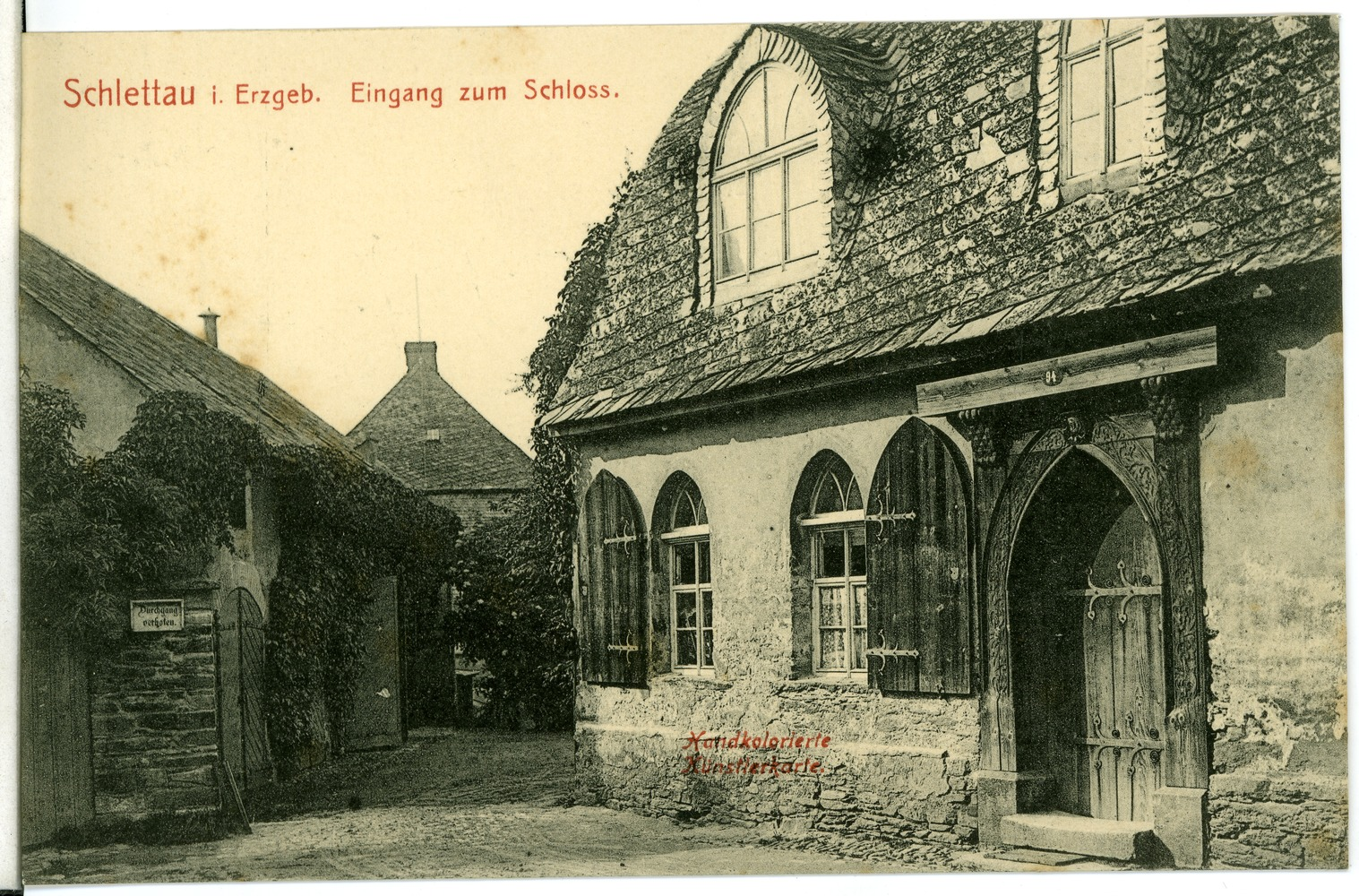
Fragment zabudowań w 1910
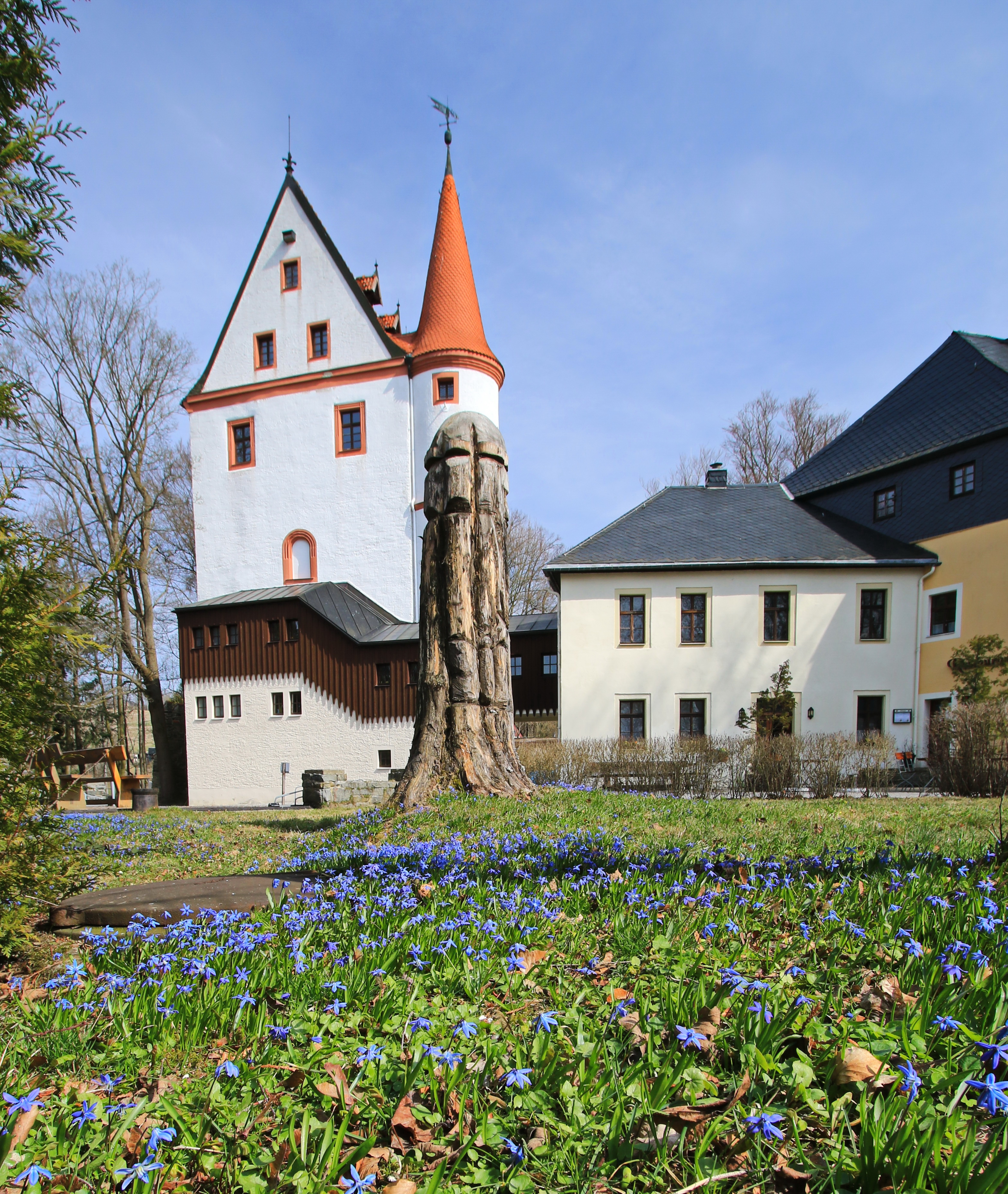
Fragment zamku w 2019